# بادی ریچ
 بادی ریچ (انگلیسی: Buddy Rich؛ ۳۰ سپتامبر ۱۹۱۷ – ۲ آوریل ۱۹۸۷) یک موسیقی‌دان اهل ایالات متحده آمریکا بود. وی بین سال‌های ۱۹۱۹ تا ۱۹۸۷ میلادی فعالیت می‌کرد.